# Batalha de Burdígala
A Batalha de Burdígala, conhecida também como Batalha de Agen (uma referência ao nome local do campo de batalha), foi uma batalha travada em 107 a.C. entre as forças dos helvécios tigurinos, comandadas por Divico, e as forças da República Romana, sob o comando do cônsul Lúcio Cássio Longino e com apoio dos generais Lúcio Calpúrnio Pisão Cesonino e Caio Popílio Lenas no contexto da Guerra Cimbria. Longino e Cesonino foram mortos nesta vitória dos tigurinos.

## Contexto
Em 113 a.C., as tribos germânicas dos cimbros e teutões invadiram o território dos tauriscos, aliados dos romanos, e derrotaram um exército sob o comando do cônsul Cneu Papírio Carbão na Batalha de Noreia. Os germânicos exigiam o direito de residir no território Romano e, quando ouviram que não poderiam, marcharam para a Gália Narbonense, onde derrotaram outro exército romano, sob o comando de Marco Júnio Silano em um local desconhecido. Cientes das sucessivas vitórias sobre os romanos, os tigurinos se juntaram aos cimbros e teutões. Os romanos se prepararam para uma invasão da península Itálica, que não aconteceu.

## A batalha
Em 107 a.C., o Senado Romano lançou outra campanha, sob o comando do cônsul Lúcio Cássio Longino e do generais Lúcio Calpúrnio Pisão Cesonino, cônsul em 112 a.C., e Caio Popílio Lenas, filho de Públio Popílio Lenas, cônsul em 132 a.C., para defender uma de suas tribos aliadas. Porém, os tigurinos emboscaram os romanos e Longino foi mortos em combate juntamente com a maioria de suas tropas, incluindo Cesonino. Os sobreviventes foram salvos por Lenas, que foi forçado a entregar a maioria dos suprimentos do exército romano aos tigurinos em troca da permissão para retirar-se do campo de batalha passando pela grande humilhação de passar "sob o jugo".

## Consequências
Quando a notícia da derrota romana se espalhou entre os gauleses, diversas cidades se levantaram em revolta, incluindo Tolosa. No ano seguinte, outro cônsul, Quinto Servílio Cepião, marchou sobre as forças rebeldes gaulesas e capturou a cidade, famosa por causa do chamado "Ouro de Tolosa" (em latim: "Aurum Tolosanum"), parte do saque. Grande parte desses despojos "desapareceram" durante o transporte para Massília. Em 105 a.C., as forças germânicas e os tigurinos derrotaram decisivamente os romanos na desastrosa Batalha de Aráusio.